# Radek Štěpánek
Pour les articles homonymes, voir Štěpánek.
Radek Štěpánek (prononciation : [ˈradɛk ˈʃcɛpaːnɛk]), né le 27 novembre 1978  à Karviná, est un joueur de tennis tchèque, professionnel de 1996 à 2017.

## Carrière
Il devient joueur professionnel en 1996. Il a Petr Korda comme entraîneur à partir de 2001. En 2004, il atteint la finale du Masters de Paris-Bercy. En Grand Chelem, il a atteint les quarts de finale à Wimbledon en 2006. Il a atteint la 11e place mondiale en 2006. Le 26 février 2006, il remporte le premier titre ATP de sa carrière en battant le Belge Christophe Rochus en finale du Tournoi de Rotterdam. En juillet 2007, il bat l'Américain James Blake en finale du tournoi de Los Angeles, remportant ainsi son second titre en simple.
En novembre 2008, classé seulement 26e mondial, il est convié aux Masters de Shanghai en remplacement d'Andy Roddick, forfait après son premier match, les autres joueurs mieux classés et non qualifiés s'étant désistés. Il est battu (7-6, 6-4) pour son premier match par le tenant du titre, Roger Federer.
En 2012, il remporte en double avec l'Indien Leander Paes son premier titre du Grand Chelem à l'Open d'Australie, en battant en finale les frères Bob et Mike Bryan (7-6, 6-2). En 2013, il remporte son second titre en Grand Chelem en double à l'US Open, à nouveau avec Leander Paes.
Il remporte la Coupe Davis en 2012 avec la République tchèque en apportant le cinquième point décisif en finale face à l'Espagne, en battant Nicolás Almagro 6-4, 7-6, 3-6, 6-3. Il devient ainsi le premier joueur de plus de 30 ans à apporter le point du sacre depuis le Britannique James Cecil Parke qui l'avait réalisé le 30 novembre 1912, soit 100 ans auparavant.
L'année suivante, il récidive en conservant le titre. En effet, lors de la finale opposant la République tchèque à la Serbie, c'est une nouvelle fois lui qui apporte le point décisif à son équipe, en battant le jeune Dušan Lajović (6-3, 6-1, 6-1). Il bat ainsi son propre record.
En décembre 2017, il devient entraîneur de Novak Djokovic, aux côtés notamment d'Andre Agassi, mais met fin à cette collaboration en avril 2018. Il est également l'entraîneur de Grigor Dimitrov durant l'année 2019. Štěpánek s'occupe de Sebastian Korda à partir de l'automne 2022. Les deux personnes se connaissent depuis l'enfance de Sebastian Korda, Štěpánek étant entraîné durant sa carrière de joueur par Petr Korda, père de Sebastian.

## Vie privée
Il a été de mai 2006 à août 2007 le fiancé de la Suissesse Martina Hingis. Le 11 août 2007, après avoir perdu en demi-finale du tournoi ATP de Montréal face à Roger Federer, Radek Štěpánek a demandé au responsable de la communication de l'ATP d'annoncer que sa « relation avec Martina était terminée mais que les deux restaient amis ». 
Il épouse la joueuse de tennis et compatriote Nicole Vaidišová, avec laquelle il est en couple depuis 2007, le 17 juillet 2010. Le couple annonce leur divorce en juin 2013. Le couple se remarie en 2018.
Il a également fréquenté sa compatriote Petra Kvitová, double vainqueur de Wimbledon, jusqu'en avril 2014.

## Style de jeu
Radek Štěpánek est l'un des derniers joueurs du circuit professionnel à pratiquer le service-volée. Il est considéré comme un joueur naturellement doué, possédant un très bon toucher de balle et un style très épuré. Il peut également se montrer performant dans les échanges de fond de court en prenant la balle tôt et très à plat.
Štěpánek possède surtout un bon service, arme idoine sur les surfaces rapides. Au vu de son jeu de serveur-volleyeur, lorsqu'il suit son service au filet, il n'a aucun mal à conclure, notamment parfois sur de magnifiques volées. Il a néanmoins une grande faiblesse en fond de court, il a d'ailleurs confié vouloir s'améliorer dans ce secteur lors d'une interview à Roland-Garros 2009.
Cependant, sa fébrilité peut lui coûter cher face à certains joueurs, notamment David Ferrer, contre qui il a perdu deux matchs alors qu'il menait deux sets à zéro, ou encore Lleyton Hewitt à Wimbledon 2009 (4-6, 2-6, 6-1, 6-2, 6-2) et Andy Murray a Roland Garros 2016 (3-6, 3-6, 6-0, 6-3, 7-5).

## Palmarès

### En double messieurs
| 18 titres en double | 2 G. Chelem | 2 G. Chelem | 2 G. Chelem | 2 G. Chelem | 0 Masters  | 0 Masters  | 0 Masters   | 0 Masters   | 2 Masters 1000 | 2 Masters 1000 | 2 Masters 1000 | 2 Masters 1000 | 4 ATP 500          | 4 ATP 500          | 4 ATP 500          | 4 ATP 500          | 10 ATP 250         | 10 ATP 250         | 10 ATP 250     | 10 ATP 250     | 0 JO           | 0 JO           | 0 JO           | 0 JO           |
| 18 titres en double | 12 sur dur  | 12 sur dur  | 12 sur dur  | 12 sur dur  | 12 sur dur | 12 sur dur | 0 sur gazon | 0 sur gazon | 0 sur gazon    | 0 sur gazon    | 0 sur gazon    | 0 sur gazon    | 5 sur terre battue | 5 sur terre battue | 5 sur terre battue | 5 sur terre battue | 5 sur terre battue | 5 sur terre battue | 1 sur moquette | 1 sur moquette | 1 sur moquette | 1 sur moquette | 1 sur moquette | 1 sur moquette |

## Parcours dans les tournois duGrand Chelem

### En simple
| Année | Open d'Australie | Open d'Australie | Internationaux de France | Internationaux de France | Wimbledon       | Wimbledon        | US Open         | US Open      |
| ----- | ---------------- | ---------------- | ------------------------ | ------------------------ | --------------- | ---------------- | --------------- | ------------ |
| 2002  | —                | —                | —                        | —                        | 3e tour (1/16)  | M. Kratochvil    | 1er tour (1/64) | K. Kučera    |
| 2003  | 3e tour (1/16)   | L. Hewitt        | 2e tour (1/32)           | A. Costa                 | 3e tour (1/16)  | M. Philippoussis | 3e tour (1/16)  | L. Hewitt    |
| 2004  | 2e tour (1/32)   | T. Henman        | 1er tour (1/64)          | V. Voltchkov             | 2e tour (1/32)  | C. Moyà          | 1er tour (1/64) | J. Novák     |
| 2005  | 3e tour (1/16)   | G. Cañas         | 3e tour (1/16)           | S. Grosjean              | 2e tour (1/32)  | A. Murray        | 2e tour (1/32)  | N. Kiefer    |
| 2006  | 2e tour (1/32)   | M. Baghdatís     | 3e tour (1/16)           | J. Benneteau             | 1/4 de finale   | J. Björkman      | —               | —            |
| 2007  | 3e tour (1/16)   | D. Ferrer        | 2e tour (1/32)           | É. Roger-Vasselin        | 1er tour (1/64) | P.-H. Mathieu    | 2e tour (1/32)  | N. Djokovic  |
| 2008  | 1er tour (1/64)  | V. Spadea        | 1/8 de finale            | D. Ferrer                | 3e tour (1/16)  | M. Youzhny       | 3e tour (1/16)  | R. Federer   |
| 2009  | 3e tour (1/16)   | F. Verdasco      | 3e tour (1/16)           | M. Čilić                 | 1/8 de finale   | L. Hewitt        | 1/8 de finale   | N. Djokovic  |
| 2010  | 1er tour (1/64)  | I. Karlović      | —                        | —                        | —               | —                | 1er tour (1/64) | J. Benneteau |
| 2011  | 2e tour (1/32)   | J. Isner         | 1er tour (1/64)          | R. Gasquet               | 1er tour (1/64) | F. Verdasco      | 2e tour (1/32)  | J. Mónaco    |
| 2012  | 1er tour (1/64)  | N. Mahut         | 1er tour (1/64)          | D. Goffin                | 3e tour (1/16)  | N. Djokovic      | 1er tour (1/64) | N. Almagro   |
| 2013  | 3e tour (1/16)   | N. Djokovic      | 1er tour (1/64)          | N. Kyrgios               | 2e tour (1/32)  | J. Janowicz      | 1er tour (1/64) | S. Wawrinka  |
| 2014  | 1er tour (1/64)  | B. Kavčič        | 3e tour (1/16)           | E. Gulbis                | 2e tour (1/32)  | N. Djokovic      | 1er tour (1/64) | M. Bachinger |
| 2015  | —                | —                | 2e tour (1/32)           | T. Berdych               | 1er tour (1/64) | Aljaž Bedene     | 1er tour (1/64) | Marsel Ilhan |
| 2016  | 2e tour (1/32)   | S. Wawrinka      | 1er tour (1/64)          | Andy Murray              | 1er tour (1/64) | Nick Kyrgios     | 1er tour (1/64) | Gilles Simon |
| 2017  | 2e tour (1/32)   | David Goffin     | —                        | —                        | —               | —                | —               | —            |

N.B. : à droite du résultat se trouve le nom de l'ultime adversaire.

### En double
| Année | Open d'Australie             | Open d'Australie               | Internationaux de France  | Internationaux de France             | Wimbledon                  | Wimbledon                       | US Open                     | US Open                          |
| ----- | ---------------------------- | ------------------------------ | ------------------------- | ------------------------------------ | -------------------------- | ------------------------------- | --------------------------- | -------------------------------- |
| 1999  | —                            | —                              | 1er tour (1/32) M. Damm   | Daniel Orsanic Mariano Puerta        | 1er tour (1/32) G. Köves   | Devin Bowen Michael Sell        | —                           | —                                |
| 2000  | —                            | —                              | —                         | —                                    | —                          | —                               | —                           | —                                |
| 2001  | —                            | —                              | 2e tour (1/16) F. Čermák  | Michael Hill Jeff Tarango            | 1er tour (1/32) P. Luxa    | Tomás Carbonell Jan Siemerink   | 1er tour (1/32) P. Luxa     | J-L. de Robbie Koenig            |
| 2002  | 1/8 de finale L. Friedl      | Ellis Ferreira Rick Leach      | 1er tour (1/32) J. Novák  | Julien Benneteau A. Di Pasquale      | 2e tour (1/16) J. Novák    | J.-M. Gambill Graydon Oliver    | Finale J. Novák             | Mahesh Bhupathi Max Mirnyi       |
| 2003  | 2e tour (1/16) I. Kafelnikov | James Blake Mark Merklein      | 1er tour (1/32) P. Luxa   | Wayne Arthurs Paul Hanley            | 2e tour (1/16) J. Novák    | Mahesh Bhupathi Max Mirnyi      | 2e tour (1/16) J. Novák     | Nicolás Lapentti Feliciano López |
| 2004  | 1/8 de finale J. Novák       | André Sá Flavio Saretta        | —                         | —                                    | 1/8 de finale J. Novák     | Wayne Arthurs Paul Hanley       | 1er tour (1/32) J. Novák    | Michaël Llodra Fabrice Santoro   |
| 2005  | —                            | —                              | —                         | —                                    | —                          | —                               | 1er tour (1/32) D. Škoch    | Mario Ančić Ivan Ljubičić        |
| 2006  | —                            | —                              | —                         | —                                    | —                          | —                               | —                           | —                                |
| 2007  | 1/4 de finale M. Bhupathi    | Jonas Björkman Max Mirnyi      | 1/2 finale M. Bhupathi    | Mark Knowles Daniel Nestor           | —                          | —                               | —                           | —                                |
| 2008  | —                            | —                              | —                         | —                                    | —                          | —                               | —                           | —                                |
| 2009  | —                            | —                              | —                         | —                                    | —                          | —                               | —                           | —                                |
| 2010  | —                            | —                              | —                         | —                                    | —                          | —                               | —                           | —                                |
| 2011  | —                            | —                              | —                         | —                                    | —                          | —                               | 1er tour (1/32) M. Damm     | Colin Fleming Ross Hutchins      |
| 2012  | Victoire L. Paes             | Bob Bryan Mike Bryan           | —                         | —                                    | 1/8 de finale L. Paes      | Ivan Dodig Marcelo Melo         | Finale L. Paes              | Bob Bryan Mike Bryan             |
| 2013  | 1er tour (1/32) L. Paes      | Kevin Anderson Jonathan Erlich | 1er tour (1/32) J. Hájek  | Mariusz Fyrstenberg Marcin Matkowski | 1/2 finale L. Paes         | Ivan Dodig Marcelo Melo         | Victoire L. Paes            | Alexander Peya Bruno Soares      |
| 2014  | 1/4 de finale L. Paes        | Michaël Llodra Nicolas Mahut   | —                         | —                                    | 1/2 finale L. Paes         | Vasek Pospisil Jack Sock        | 1/8 de finale L. Paes       | Marcel Granollers Marc López     |
| 2015  | —                            | —                              | —                         | —                                    | 1er tour (1/32) M. Youzhny | Thomaz Bellucci Guillermo Durán | 1/8 de finale Tommy Haas    | Dominic Inglot Robert Lindstedt  |
| 2016  | Finale D. Nestor             | Jamie Murray Bruno Soares      | 1/8 de finale N. Zimonjić | Bob Bryan Mike Bryan                 | 1/8 de finale N. Zimonjić  | Bob Bryan Mike Bryan            | 1er tour (1/32) N. Zimonjić | Rohan Bopanna Frederik Nielsen   |
| 2017  | 1er tour (1/32) V. Pospisil  | Matthew Barton Matthew Ebden   | —                         | —                                    | —                          | —                               | —                           | —                                |

N.B. : le nom du ou de la partenaire se trouve sous le résultat ; le nom des ultimes adversaires se trouve à droite.

### En double mixte
| Année | Open d'Australie               | Open d'Australie           | Internationaux de France | Internationaux de France | Wimbledon                    | Wimbledon                      | US Open | US Open |
| ----- | ------------------------------ | -------------------------- | ------------------------ | ------------------------ | ---------------------------- | ------------------------------ | ------- | ------- |
| 2016  | —                              | —                          | —                        | —                        | 3e tour (1/8) Lucie Šafářová | Jeļena Ostapenko Oliver Marach | —       | —       |
| 2017  | 1er tour (1/16) Lucie Hradecká | Abigail Spears J. S. Cabal | —                        | —                        | —                            | —                              | —       | —       |

N.B. : le nom de la partenaire se trouve sous le résultat ; le nom des ultimes adversaires se trouve à droite.

## Parcours dans lesMasters 1000

### En simple
| Année | Indian Wells             | Miami                       | Monte-Carlo           | Rome                      | Hambourg puis Madrid | Canada                    | Cincinnati                | Madrid puis Shanghai       | Paris                    |
| ----- | ------------------------ | --------------------------- | --------------------- | ------------------------- | -------------------- | ------------------------- | ------------------------- | -------------------------- | ------------------------ |
| 2002  | —                        | —                           | —                     | —                         | —                    | 1/8 de finale S. Grosjean | —                         | —                          | 2e tour Tim Henman       |
| 2003  | 1er tour I. Kafelnikov   | 1/8 de finale Todd Martin   | 1er tour F. Volandri  | 1/8 de finale F. Volandri | 1er tour T. Robredo  | 1er tour J. Blake         | 1er tour R. Ginepri       | —                          | 1er tour G. Carraz       |
| 2004  | 1er tour J. Blake        | 3e tour V. Spadea           | 1er tour A. Pavel     | 2e tour Tim Henman        | —                    | —                         | —                         | —                          | Finale Marat Safin       |
| 2005  | 2e tour G. Müller        | 1/8 de finale Tim Henman    | 2e tour V. Hănescu    | 1/4 de finale R. Nadal    | 2e tour D. Hrbatý    | 1er tour R. Söderling     | 1er tour G. Monfils       | 1/4 de finale R. Nadal     | 1/2 finale T. Berdych    |
| 2006  | 2e tour X. Malisse       | 1/8 de finale D. Nalbandian | 2e tour A. Di Mauro   | 1/8 de finale R. Federer  | Finale T. Robredo    | —                         | —                         | —                          | —                        |
| 2007  | 2e tour Carlos Moyà      | 1/8 de finale T. Robredo    | 2e tour I. Ljubičić   | 2e tour M. Baghdatís      | 1er tour A. Clément  | 1/2 finale R. Federer     | 2e tour D. Ferrer         | 1er tour A. Murray         | —                        |
| 2008  | 3e tour D. Nalbandian    | 1/8 de finale J. Blake      | 1er tour R. Söderling | 1/2 finale N. Djokovic    | —                    | 1er tour F. López         | 1er tour I. Andreev       | 2e tour R. Federer         | 2e tour J.-W. Tsonga     |
| 2009  | 2e tour Sam Querrey      | 1/8 de finale F. Verdasco   | 1er tour N. Lapentti  | 1/8 de finale R. Federer  | 1er tour Sam Querrey | 1er tour A. Golubev       | 1/8 de finale A. Murray   | 1/4 de finale N. Davydenko | 1/2 finale G. Monfils    |
| 2010  | 2e tour Dudi Sela        | —                           | —                     | —                         | —                    | 1er tour F. Fognini       | 1er tour V. Troicki       | 1er tour Bai Yan           | 1/8 de finale R. Federer |
| 2011  | 1er tour J. M. del Potro | 2e tour R. Federer          | 2e tour A. Murray     | —                         | —                    | 1er tour F. López         | 1/8 de finale N. Djokovic | 2e tour T. Berdych         | 1er tour F. Mayer        |
| 2012  | 3e tour J.-W. Tsonga     | 3e tour R. Nadal            | 1er tour J. Nieminen  | 2e tour Juan Mónaco       | 2e tour D. Ferrer    | 1/8 de finale Tommy Haas  | 1/8 de finale Mardy Fish  | 1/4 de finale A. Murray    | —                        |
| 2013  | —                        | —                           | 1er tour A. Ramos     | 1er tour P. Starace       | 2e tour R. Federer   | 2e tour V. Pospisil       | 2e tour J. Benneteau      | —                          | —                        |
| 2014  | 2e tour R. Nadal         | 2e tour A. Seppi            | 2e tour R. Federer    | 2e tour N. Djokovic       | 1er tour K. Anderson | 1er tour G. Monfils       | 1er tour V. Pospisil      | —                          | —                        |
| 2015  | —                        | —                           | —                     | —                         | —                    | —                         | —                         | —                          | —                        |
| 2016  | —                        | —                           | —                     | —                         | 2e tour A. Murray    | 1/8 de finale N. Djokovic | —                         | —                          | —                        |

N.B. : sous le résultat se trouve le nom de l’ultime adversaire.

## Participation auxMasters

### En simple
| Année | Lieu     | Résultat                 | Tour | Adversaires                | Victoire / Défaite | Scores             |
| ----- | -------- | ------------------------ | ---- | -------------------------- | ------------------ | ------------------ |
| 2008  | Shanghai | Round Robin (Remplaçant) | RR   | Roger Federer Gilles Simon | Défaite Défaite    | 64-7, 4-6 1-6, 4-6 |

### En double
| Année | Ville              | Surface    | Partenaire   | Résultats | Résultat final    |
| ----- | ------------------ | ---------- | ------------ | --------- | ----------------- |
| 2012  | Londres (O2 Arena) | Dur indoor | Leander Paes | 3v, 1d    | Demi-finaliste    |
| 2013  | Londres (O2 Arena) | Dur indoor | Leander Paes | 1v, 2d    | Éliminé en poules |

## Classements en fin de saison
| Année          | 1997 | 1998 | 1999 | 2000 | 2001 | 2002 | 2003 | 2004 | 2005 | 2006 | 2007 | 2008 | 2009 | 2010 | 2011 | 2012 | 2013 | 2014 | 2015 | 2016 | 2017 |
| Rang en simple | -    | 164  | 162  | 275  | 547  | 63   | 46   | 33   | 21   | 19   | 30   | 26   | 12   | 62   | 28   | 31   | 44   | 68   | 197  | 107  | 349  |
| Rang en double | 249  | 158  | 150  | 254  | 37   | 17   | 85   | 33   | 48   | 72   | 36   | 349  | 93   | 92   | 109  | 4    | 9    | 33   | 81   | 38   | 362  |

Source : (en) Classements de Radek Štěpánek sur le site officiel de la Fédération internationale de tennis